# Trebron
Trebron Racing Systems – japoński zespół i konstruktor Formuły 1 powstały na krótko w 1992 roku. Nigdy nie wziął udziału w wyścigu.

## Historia
Trebron Racing Systems było japońskim konsorcjum, założonym w 1992 roku, które planowało zbudować pierwszy japoński samochód Formuły 1 od sezonu 1977 i zadebiutować w roku 1993. Nazwa to czytane od tyłu imię założyciela – Kanadyjczyka niemieckiego pochodzenia Norberta Hamy'ego, który w 1975 roku planował zbudować sześciokołowy pojazd Formuły 1 z typem aktywnego zawieszenia. Hamy utrzymywał, że chce założyć zespół Formuły 1, aby traktować tę serię wyścigową jako platformę do rozwijania nowych technologii, które mogłyby być używane w "samochodach przyszłości", stąd utrzymywał, że w samochodach Trebron w przeciągu dwóch–trzech lat zostaną wdrożone zaawansowane rozwiązania. Hamy początkowo miał być dyrektorem technicznym, a także dyrektorem zespołu, ale później to drugie stanowisko objął Richard Lloyd. Trebron planował zbudować dwie fabryki: jedną w Japonii, gdzie miano budować samochody, a drugą w Wielkiej Brytanii – prawdopodobnie niedaleko Silverstone, gdzie miała znajdować się siedziba zespołu. Pracami w niej miał nadzorować Mike Lowman, były pracownik Eagle, Lotusa, Penske i Onyksa.
Przypuszczano, że jednym z kierowców miał być Japończyk, by zaspokoić oczekiwania sponsorów. Personel na 1993 rok miał liczyć około 50–60 osób. Nadwozie pierwszego modelu miało zostać zbudowane przez Mitsubishi Rayon, które produkowało także samochody dla Dome w Formule 3000. Projekt samochodu był radykalny aerodynamicznie. Pojazd miał być początkowo napędzany przez silniki Judd V10 (w 1992 roku używane przez zespoły Brabham i Moda), ale Trebron planował produkować własne silniki. Planowano ukończyć pierwszy model na listopad 1992, jednak nigdy nie wybudowano pełnowymiarowego samochodu i Trebron nigdy nie wziął udziału w wyścigach Formuły 1.